# Nannostomus
Nannostomus es un género de peces de la familia Lebiasinidae en el orden de los Characiformes.

## Especies
Las especies de este género son:
- Nannostomus anduzei Fernández & S. H. Weitzman, 1987
- Nannostomus beckfordi Günther, 1872
- Nannostomus bifasciatus Hoedeman, 1954
- Nannostomus britskii S. H. Weitzman, 1978
- Nannostomus digrammus (Fowler, 1913)
- Nannostomus eques Steindachner, 1876
- Nannostomus espei (Meinken, 1956)
- Nannostomus grandis Zarske, 2011[3]
- Nannostomus harrisoni (C. H. Eigenmann, 1909)
- Nannostomus limatus S. H. Weitzman, 1978
- Nannostomus marginatus C. H. Eigenmann, 1909
- Nannostomus marilynae S. H. Weitzman & Cobb, 1975
- Nannostomus minimus C. H. Eigenmann, 1909
- Nannostomus mortenthaleri Paepke & Arendt, 2001
- Nannostomus nigrotaeniatus Zarske, 2013[2]
- Nannostomus nitidus S. H. Weitzman, 1978
- Nannostomus rubrocaudatus Zarske, 2009
- Nannostomus trifasciatus Steindachner, 1876
- Nannostomus unifasciatus Steindachner, 1876